# Skalice Nowotarskie

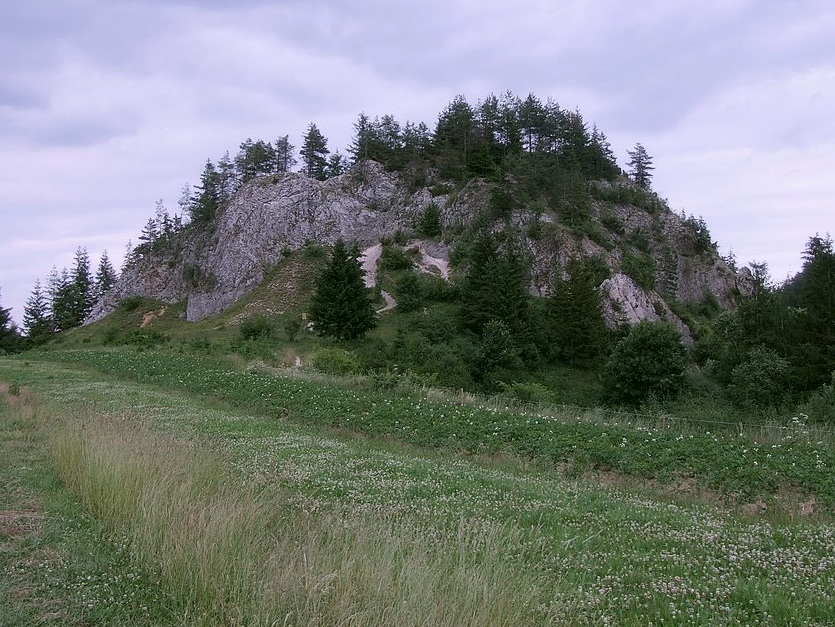
Obłazowa

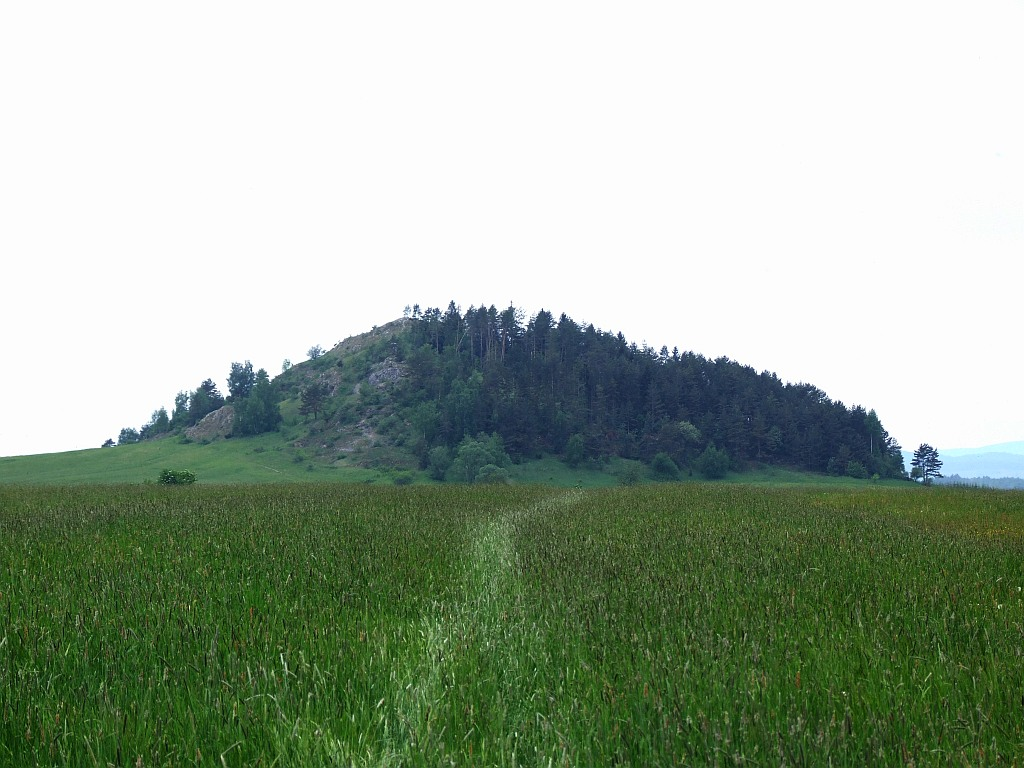
Cisowa Skała

Skalice Nowotarskie – część Pienińskiego Pasa Skałkowego ciągnąca się od okolic  wsi Stare Bystre po Przełom Białki pod Krempachami. Jest to długi i wąski pas oddzielonych od siebie ostańców, zbudowanych głównie z mało odpornych na wietrzenie wapieni, margli, łupków ilastych i iłowców kredowych. W kierunku od zachodu na wschód są to: skałka koło szkoły w miejscowości Stare Bystre, Skałka Rogoźnicka 708 m, Szeligówka 711 m w Maruszynie, Ranisberg 738 m, Grzebieniowa Skała, Cisowa Skała 686 m, Obłazowa 670 m. Stanowią najbardziej na północ wysuniętą część Pogórza Gubałowskiego i Pogórza Bukowińskiego i tworzą granicę między tymi pogórzami a Kotliną Nowotarską.
Skalice Nowotarskie częściowo są porośnięte drzewami i zaroślami, częściowo są nagie, ale porastają je także ciepłolubne murawy o bogatej florze. Dzięki wapiennemu podłożu na skałkach tych występują liczne gatunki roślin wapieniolubnych. Zostały one, jak np. na Cisowej Skałce czy Obłazowej, przyniesione z Tatr przez wody Białki. Na niektórych skałkach występuje np. rzadka w Polsce kokorycz żółtawa. Skałki o których mowa były dawniej eksploatowane na potrzeby miejscowego budownictwa (łamano z nich kamień wapienny budowlany lub do wypalania wapna), obecnie objęte są w większości ochroną prawną. Niektóre mają bogatą przeszłość. Tak np. w Obłazowej  istnieje Jaskinia Obłazowa, w której odkryto ślady zamieszkiwania przez ludzi przedhistorycznych i ich narzędzia.